# 郎中
郎中（ろうちゅう）は中国の秦の時代から清の末まで存在した官職である。

## 歴史的沿革

### 秦から前漢
中国の古代、秦の時代に宮殿の衛兵として設置された。
前漢では皇帝の親衛隊である郎官のうちもっとも位が低いものだった。秩石は比三百石で、定員なし。車郎中将、戸郎中将、騎郎中将の3郎中将が統率した。

### 後漢以降
後漢以降は尚書の属官となり、最初は郎中として任命され、1年後に尚書郎となり、3年後に侍郎となった。以後、尚書台の役割が大きくなるにつれて郎中の権限も強くなった。隋・唐から清朝まで、朝廷の補助部門に割り当てられる官職で、品秩は正五品、諸雑務を処理する中級官職として卿や少卿の指揮下にあり、現在の司長に相当する。 例えば、清朝では内務府郎中が宦官の管理や宮廷の雑事を担当していた。副官は員外郎（従五品）であった。1912年の宣統帝退位後は、この官職は廃止された。